# Club de Deportes Temuco
Club de Deportes Temuco (eller bara Deportes Temuco) är en chilensk fotbollsklubb från staden Temuco. Klubben bildades den 22 februari 1960 som "Deportes Temuco" och slogs ihop med Green Cross från Santiago den 20 mars 1965. I och med flytten flyttade Green Cross sin verksamhet från huvudstaden till Temuco och bildade föreningen Green Cross - Temuco som klubben hette till 1984. Klubben bildades den 20 mars 1965 då Green Cross flyttades från Santiago till Temuco. Klubben kallades Green Cross Temuco fram till 1984 då klubben bytte namn till det nuvarande namnet. Under året 2007 hette klubben Deportivo Temuco, men efter säsongen bytte klubben namn till Deportes Temuco igen. Första halvan av 2013 spelade Deportes Temuco i den tredje högsta divisionen, Segunda División, och hamnade på en tredjeplats. Efter seriens slut meddelade dock klubben att Unión Temucos verksamhet skulle flyttas över till Deportes Temuco. I samband med detta skulle Deportes Temuco överta Unión Temucos plats i den Primera B 2013/2014. I och med detta återvände Deportes Temuco till den näst högsta serien för första gången sedan klubben degraderades till lägre divisioner säsongen 2007.